# 多洛雷斯·理查德·斯派克斯
多洛雷斯·理查德·斯派克斯 （Dolores Margaret Richard Spikes，1936年8月24日—2015年6月1日），是一名美国数学家，曾在1997年至2001年，担任马里兰大学东海岸分校的校长。

## 生平
斯派克斯入学南方大学学习数学，并于1957年毕业，随后在伊利诺伊大学厄巴纳-香槟分校攻读硕士学位。 1971年，她毕业于路易斯安娜州立大学，并获得数学博士学位，她也是第一名获得该学位的非裔美国人。斯派克斯是美国第一名女性大学校监，并随后成为美国大学系统的第一位女性校长。
2015年6月1日，斯派克斯去世，享年78岁。她嫁给赫蒙·斯派克斯，后者于2008年去世。他们的孩子朗达去世于2010年。